# فيتور بينتو
فيتور بينتو (بالبرتغالية: Vítor Bento‏) هو اقتصادي برتغالي، ولد في 1954 في إستريموز في البرتغال.